# Gunnar Fjellander
Gunnar Hergeir Fjellander, född 18 september 1872 i Trolle-Ljungby församling i Kristianstads län, död 12 september 1957 i Västerås församling i Västmanlands län, var en svensk läkare.
Gunnar Fjellander var son till kontraktsprosten Nils Fjellander och Regina Hjortsberg. Efter akademiska studier blev han filosofie kandidat vid Lunds universitet 1893, medicine kandidat 1897 och medicine licentiat 1901. Han var underläkare vid lasarettet i Falun 1901–1903, bataljonsläkare i reserven 1903–1909, extra provinsialläkare i Husby distrikt 1903–1913, förste stadsläkare i Borås 1913 och förste provinsialläkare i Västmanlands län 1914–1937.
Politiskt engagerad var han ledamot av Västmanlands läns landsting 1917–1920 och av stadsfullmäktige i Västerås 1919–1934. Andra förtroendeuppdrag han hade var som ledamot av lasarettsdirektionen i Västerås och i styrelsen för Röda Korsets tionde distrikt. Han var författare till Endemisk struma i Husbydistriktet, Struma och dricksvatten samt skrifter om skolhygieniska spörsmål.
Han gifte sig 1903 med Elisabeth Svedberg (1872–1964), dotter till fängelsedirektören And. Svedberg och Mathilda Johansson. En dotter i familjen, filosofie magister Margareta Fjellander (1904–1979), gifte sig med diplomaten Lennart Nylander och blev mor till arkeologen Carl Nylander och psykoanalytikern dr Elisabeth Lagercrantz.